# Renewal
Renewal är det tyska thrash metal bandet Kreators sjätte album, som släpptes 1992. På detta album har Kreator improviserat litegranna, och spelat lite olika stilar. Bland annat innehåller albumet en del Industrimetal. Det är också originalbasisten, Rob Fiorettis sista album med Kreator.

## Låtlista
1. "Winter Martyrium" - 5:43
2. "Renewal" - 4:36
3. "Reflection" - 6:15
4. "Brainseed" - 3:17
5. "Karmic Wheel" - 6:06
6. "Realitätskontrolle" - 1:22
7. "Zero to None" - 3:12
8. "Europe After the Rain" - 3:19
9. "Depression Unrest" - 5:05